# Never Say Never (chanson de Justin Bieber)
Pour les articles homonymes, voir Never Say Never.
Singles par Justin Bieber
Pray
(2010) Next 2 You
(2011)
Pistes de Never Say Never: The Remixes
That Should Be Me
Never Say Never est une chanson du chanteur canadien Justin Bieber en collaboration avec Jaden Smith. Elle est présente dans le film Karaté Kid (2010). Le single sort sous format numérique à partir du 8 juin 2010.

## Classement et certifications
| Classement (2010-2011)                            | Meilleure position |
| ------------------------------------------------- | ------------------ |
| Australie (ARIA)                                  | 17                 |
| Autriche (Ö3 Austria Top 40)                      | 36                 |
| Belgique (Flandre Ultratop 50 Singles)            | 26                 |
| Belgique (Wallonie Ultratop 50 Singles)           | 31                 |
| Brésil (Billboard) Hot 100 Airplay                | 98                 |
| Canada (Hot 100)                                  | 11                 |
| Tchéquie (IFPI Rádio)                             | 57                 |
| France (SNEP)                                     | 93                 |
| Irlande (IRMA)                                    | 40                 |
| Pays-Bas (Single Top 100)                         | 70                 |
| Nouvelle-Zélande (RMNZ)                           | 20                 |
| Norvège (VG-lista)                                | 18                 |
| Royaume-Uni Singles (The Official Charts Company) | 34                 |
| États-Unis (Hot 100)                              | 8                  |
| États-Unis (Pop Airplay)                          | 32                 |

| Pays                   | Certification |
| ---------------------- | ------------- |
| Nouvelle-Zélande RIANZ | Or            |
| États-Unis RIAA        | Platine       |

## Historique de sortie
| Pays       | Date            | Format     |
| ---------- | --------------- | ---------- |
| États-Unis | 25 janvier 2011 | Mainstream |
| États-Unis | 25 janvier 2011 | Rhythmic   |

| Pays       | Date                        | Format                   | Label                |
| ---------- | --------------------------- | ------------------------ | -------------------- |
| États-Unis | 8 juin 2010[réf. souhaitée] | Téléchargement numérique | Island Records, RBMG |
| États-Unis | 25 janvier 2011             | Téléchargement numérique | Island Records, RBMG |